# Lassi Etelätalo
Lassi Etelätalo (* 30. dubna 1988) je finský atlet, jehož specializací je hod oštěpem. Jeho největším úspěchem je zisk bronzové medaile na mistrovství Evropy v roce 2022 v Mnichově. Na tomto šampionátu si rovněž vylepšil svůj osobní rekord na 86,44 metru.